# 麥錫良
麥錫良（?—?），廣東省肇慶府高明縣人，清朝政治人物、同進士出身。
光緒三年（1877年），参加丁丑科殿試，登進士三甲第55名。同年五月，經吏部掣簽，授即用知縣。